# 마블러스 나캄바
마블러스 나캄바(영어: Marvelous Nakamba, 1994년 1월 19일 ~ )는 짐바브웨의 프로 축구 선수로, EFL 챔피언십 클럽 루턴 타운과 짐바브웨 국가대표팀에서 수비형 미드필더로 활약하고 있다.

## 구단 경력

### 클뤼프 브뤼허
2017년 6월 20일, 나캄바는 벨기에 클럽 클뤼프 브뤼허와 4년 계약을 맺고 약 400만 파운드의 이적료로 23세의 나이로 합류했다. 그는 2017년 7월 29일, 로케런과의 원정 경기에서 4-0으로 승리하며 클럽의 리그 데뷔 전을 치렀다. 그는 75분에 한스 파나컨과 교체되었고, 옐로카드를 받았다.

### 애스턴 빌라
2019년 8월 1일, 마블러스 나캄바는 25세의 나이에 1,200만 유로의 이적료로 애스턴 빌라와 계약했다. 그는 이미 그 이적 시장에서 빌라에 합류한 전 클뤼프 브뤼허 팀 동료 웨즐레이 모라이스와 전 클뤼프 브뤼허 선수 비에른 엥겔스와 합류했다. 나캄바는 EFL컵 경기에서 크루 알렉산드라를 상대로 6-1 대승을 거두며 빌라에서 첫 경기를 치렀다. 나캄바는 2019년 9월 16일, 빌라 파크에서 열린 웨스트햄 유나이티드와의 경기에서 0-0 무승부를 기록하며 프리미어리그 데뷔 전을 치렀다.
2019년 10월, 나캄바와 팀 동료 존 맥긴에 대한 애스턴 빌라 팬들의 인종차별적 구호가 담긴 영상이 공개되어 구단으로부터 비난을 받았다.
나캄바는 새로운 애스턴 빌라 감독 스티븐 제라드의 연이은 활약으로 팬들의 투표를 받아 2021년 11월, 이달의 선수로 선정되었다. 2021년 12월 11일, 나캄바는 리버풀과의 경기에서 1-0으로 패하며 심각한 무릎 부상을 입었고, 이 부상은 수술이 필요했으며, 회복 기간은 약 3~4개월로 예상되어 나캄바는 2021년 아프리카 네이션스컵에서 제외되었다.

#### 루턴 타운으로의 임대
2023년 1월 31일, 그 시즌 동안 애스턴 빌라에 출전하지 않았던 나캄바는 남은 시즌 동안 임대로 EFL 챔피언십 클럽 루턴 타운에 합류했다. 2023년 2월 4일, 그는 스토크 시티를 상대로 1-0 승리를 거두며 데뷔 전을 치렀다. 2023년 5월 27일, 나캄바와 그의 팀은 2023년 EFL 챔피언십 플레이오프 결승전에서 코번트리 시티를 상대로 프리미어리그 승격을 확정지었다.

### 루턴 타운
2023년 7월 20일, 나캄바는 공개되지 않은 이적료로 루턴 타운과 영구 계약을 체결했다.

## 국가대표팀 경력
나캄바는 짐바브웨 U-20 국가대표팀에서 활약한 바 있다. 2015년 6월 13일, 21세의 나이로 짐바브웨 국가대표팀으로 합류해 말라위와의 경기에서 후반 교체 선수로 출전했다. 그는 말라위와의 경기에서 2-1로 승리했다.
나캄바는 짐바브웨와 함께 2017년과 2019년 아프리카 네이션스컵에 출전했다.

## 수상

### 클럽
SBV 피테서
- KNVB 베커르 : 우승 (2016-17)

 클뤼프 브뤼허
- 벨기에 프로 리그 : 우승 (2017-18)[18], 준우승 (2018-19)
- 벨기에 컵 : 4강 (2017-18)

 애스턴 빌라
- EFL컵 : 준우승 (2019-20)[19]

 루턴 타운
- EFL 챔피언십 플레이오프 : 우승 (2022-23)[20]

### 국가대표팀
짐바브웨
- COSAFA컵 : 3위 (2019)